# SN 2011E
SN 2011E – supernowa typu II odkryta 7 stycznia 2011 roku w galaktyce M-01-02-14. W momencie odkrycia miała maksymalną jasność 15,80m.